# 丁酸酐
丁酸酐，结构式n-C3H7C(O)O(O)Cn-C3H7。

## 性质
无色透明液体。遇水分解为丁酸，溶于乙醚。可燃；低毒。

## 制备
由丁酸和乙酸酐在加热和催化下反应而得。副产乙酸，经分离、精制得丁酸酐成品。
{\displaystyle \ 2C_{3}H_{7}COOH+CH_{3}C(O)O(O)CCH_{3}\rightarrow }{\displaystyle \ C_{3}H_{7}C(O)O(O)CC_{3}H_{7}+2CH_{3}COOH}

## 用途
用于制造丁酸酯、丁酸纤维素、香料、胆囊造影剂碘泛酸等。